# Filip Wichman
Filip Wichman (nacido el 30 de enero de 1994) es un futbolista polaco que se desempeña como guardameta.
Jugó para clubes como el Bałtyk Gdynia, Odra Opole, YSCC Yokohama y Raków Częstochowa.

## Trayectoria

### Clubes
| Club              | País    | Año         |
| ----------------- | ------- | ----------- |
| Bałtyk Gdynia     | Polonia | 2010 - 2011 |
| Gwarek Zabrze     | Polonia | 2011 - 2013 |
| MKS Oława         | Polonia | 2013 - 2014 |
| Odra Opole        | Polonia | 2014        |
| Gryf Wejherowo    | Polonia | 2015        |
| Concordia Elbląg  | Polonia | 2016        |
| YSCC Yokohama     | Japón   | 2017        |
| Raków Częstochowa | Polonia | 2018        |